# ریچارد دانر
ریچارد دانر (به انگلیسی: Richard Donner) (زادهٔ ۲۴ آوریل ۱۹۳۰ – درگذشتهٔ ۵ ژوئیهٔ ۲۰۲۱) فیلمساز آمریکایی بود که آثار برجسته او شامل برخی از موفق‌ترین فیلم‌های مالی در دوران هالیوود نو بود. به گفته مورخ فیلم، مایکل بارسون، دانر «یکی از قابل اعتمادترین سازندگان فیلم‌های پرفروش هالیوود بود». زندگی حرفه‌ای او بیش از ۵۰ سال طول کشید و از چندین ژانر و روندهای فیلم‌سازی عبور کرد.
دانر در سال ۱۹۵۷ به عنوان کارگردان تلویزیونی شروع به کار کرد. در دهه ۱۹۶۰، دانر اپیزودهایی سریال‌های از تفنگدار، مردی از یو.ان.سی.ال. ای، فراری، منطقه نیمه‌روشن، تقسیم موز و بسیاری دیگر را کارگردانی کرده بود. او اولین فیلم خود را با درام هوایی کم‌هزینه ایکس- ۱۵ در سال ۱۹۶۱ انجام داد، اما موفقیت انتقادی و تجاری خود را با فیلم ترسناک طالع نحس در سال ۱۹۷۶ به دست آورد. او فیلم ابرقهرمانی برجسته سوپرمن را در سال ۱۹۷۸ کارگردانی کرد، که الهام بخش ژانر فیلم فانتزی بود تا در نهایت به اعتبار هنری و تسلط تجاری دست یابد. دانر بعداً در دهه ۱۹۸۰ به کارگردانی فیلم‌هایی مانند گونیز و اسکروگ ادامه داد، در حالی که ژانر فیلم پلیس دوستان را با مجموعه فیلم‌های اسلحه مرگبار تقویت کرد.

## درگذشت
دانر در ۵ ژوئیه ۲۰۲۱ در خانه خود در وست هالیوود، کالیفرنیا، در سن ۹۱ سالگی درگذشت. علت مرگ نارسایی قلب با تصلب شرایین بود.

## آثار
- ایکس- ۱۵ (۱۹۶۱)
- نمک و فلفل (۱۹۶۸)
- لولا (۱۹۶۹)
- طالع نحس (۱۹۷۶)
- سوپرمن (۱۹۷۸)
- انگیزه‌های درونی (۱۹۸۰)
- اسباب‌بازی (۱۹۸۲)
- گونیز (۱۹۸۵)
- لیدی‌هاک (۱۹۸۵)
- اسلحه مرگبار (۱۹۸۷)
- اسکروج (۱۹۸۸)
- اسلحه مرگبار ۲ (۱۹۸۹)
- رادیو فلایر (۱۹۹۱)
- اسلحه مرگبار ۳ (۱۹۹۲)
- ماوریک (۱۹۹۴)
- آدم‌کش‌ها (۱۹۹۵)
- تئوری توطئه (۱۹۹۷)
- اسلحه مرگبار ۴ (۱۹۹۸)
- خط زمان (۲۰۰۳)
- سوپرمن ۲: ریچارد دانر کات (۲۰۰۶)
- ۱۶ بلوک (۲۰۰۶) - آخرین کارگردانی
- خاستگاه مردان ایکس: ولورین (۲۰۰۹) - فقط مدیر اجرایی تولید